# Frères (film, 1929)
Pour plus de détails, voir Fiche technique et Distribution.
Frères (Brüder)  est un film allemand réalisé par Werner Hochbaum en 1929.

## Synopsis
Deux frères, l'un docker engagé dans l'action militante, l'autre policier, s'affrontent lors d'une grève des dockers de Hambourg en 1896-1897.

## Fiche technique
- Titre : Frères
- Titre original : Brüder
- Réalisation : Werner Hochbaum
- Scénario : Werner Hochbaum
- Photographie : Gustav Berger
- Décors : Oscar Lorenzen et Walter Roon-Günteritz
- Société de production :     Werner Hochbaum Filmproduktion
- Sociétés de distribution : Film und Lichtbilddienst (1929) ; Stiftung Deutsche Kinemathek (2022)
- Pays de production : Allemagne  République de Weimar
- Durée : 78 minutes
- Dates de sortie :
  - Allemagne  République de Weimar : 13 février 2022 (Berlinale 2022)
  - France : 18 septembre 2022

## Distribution
- Gyula Balogh
- Erna Schumacher
- Ilse Berger

## Sélection
- Berlinale 2022[1]

## À propos du film
Ce premier long métrage de Werner Hochbaum, tourné essentiellement en décors naturels, a bénéficié d'une version numérique 2 K restaurée par la Deutsche Kinemathek. Il a été diffusé sur Arte en septembre 2022.